# X17-Teilchen
Das X17-Teilchen ist ein hypothetisches subatomares Teilchen, das von einem Team um den ungarischen Physiker Attila Krasznahorkay (1954) vorgeschlagen wurde, um unerwartete Messwerte zu erklären. Es wird als X-Boson mit einer Masse von etwa 17 MeV/c2 beschrieben.

## Entdeckungsgeschichte
Bereits in den 1990er Jahren suchten Wissenschaftler am Institut für Kernphysik in Frankfurt am Main nach einem "leichten neutralen Boson" und entwickelten dabei die Technik, die später auch zur X17-Suche eingesetzt werden sollte. Damals gingen die Wissenschaftler jedoch noch davon aus, dass das neue Teilchen 9 MeV/c2 haben sollte. Angetrieben wurde die Suche von dem niederländischen Physiker Fokke de Boer, der fest an die Existenz des neuen Teilchens glaubte. Im Jahr 2000, nach dem Ende der Frankfurter Experimente, überzeugte er Attila Krasznahorkay davon, die Suche nach dem neuen Teilchen am Atomki-Forschungsinstitut in Debrecen, Ungarn, fortzusetzen. Unter Kollegen war de Boer wegen seiner optimistischen Datenauswertung umstritten. Nach seinem Tod im Jahr 2010 setzte Attila Krasznahorkay die Suche alleine fort. 2015 veröffentlichten er und sein Team dann Hinweise auf das X17-Teilchen, das den neuen Messungen zufolge 17 MeV/c2 haben sollte. Ein Jahr später wurde die Vermutung publiziert, dass das Teilchen ein Hinweis auf eine fünfte Kraft sein könnte. 2019 wurden neue Phänomene publiziert, die weitere Indizien für die Existenz des Teilchens aufzeigen.

## Kritik
Nach den Veröffentlichungen wurde Skepsis geäußert, dass das Entdecker-Team nur positive Resultate veröffentliche und unliebsame Resultate verschweige (Publikationsbias). Andernorts wurden mögliche Messfehler vermutet. Insgesamt gilt ein Nachweis des X17-Teilchens als sehr schwierig, da es nur sehr schwache Spuren im Mikrokosmos hinterlassen würde und die Auswertung der Messdaten sehr fehleranfällig ist.